# Agrochola unicolor-brunnea
Agrochola unicolor-brunnea är en fjärilsart som beskrevs av Tutt 1892. Agrochola unicolor-brunnea ingår i släktet Agrochola och familjen nattflyn. Inga underarter finns listade i Catalogue of Life.